# Мюре (кантон)
Мюре́ (фр. Muret, окс. Murèth) — кантон во Франции, находится в регионе Юг — Пиренеи, департамент Верхняя Гаронна. Входит в состав округа Мюре.
Код INSEE кантона — 3123. Всего в состав кантона Мюре входят 9 коммун, из них главной коммуной является Мюре.

## Население
Население кантона на 2009 год составляло 50 856 человек.
| 1962   | 1968   | 1975   | 1982   | 1990   | 1999   | 2006   | 2009   |
| ------ | ------ | ------ | ------ | ------ | ------ | ------ | ------ |
| 11 876 | 19 877 | 24 284 | 28 814 | 34 048 | 40 932 | 48 489 | 50 856 |

## Коммуны кантона
| Коммуна            | Население, чел. (2010) | Код INSEE | Почтовый индекс |
| ------------------ | ---------------------- | --------- | --------------- |
| Лабастидет         | 2146                   | 31253     | 31600           |
| Лаверноз-Лакас     | 2699                   | 31287     | 31410           |
| Лерм               | 3417                   | 31299     | 31600           |
| Ле-Фога            | 1776                   | 31181     | 31410           |
| Мюре               | 23 864                 | 31395     | 31600           |
| Сен-Клар-де-Ривьер | 1174                   | 31475     | 31600           |
| Сент-Илер          | 1078                   | 31486     | 31410           |
| Сес                | 7839                   | 31547     | 31600           |
| Фрузен             | 7902                   | 31203     | 31270           |